# Yarlung-Fluss
Der Yarlung-Fluss, tibet. ཡར་ལྷ་ཤམ་པོ་ཆུ་ yar lha sham po chu (in chinesischer Schrift: 雅拉雄布曲,  Yala Xiongbu Qu) bzw. Yalong He (chinesisch 雅砻河, Pinyin Yǎlóng Hé, englisch Yarlung River) oder Yalong Jiang (雅隆江 Yǎlóng Jiāng) im Gebiet von Lhokha, Autonomes Gebiet Tibet, Volksrepublik China, ist ein südlicher Nebenfluss des Yarlung Tsangpo (Yalu Zangbo River, Tsangpo-Brahmaputra). 
Der Yarlung-Fluss entspringt an den Hängen des heiligen Berges Yarlha Shampo und fließt in Süd-Nord-Richtung durch den Kreis Nedong Dzong, wo er bei der Stadt Tsethang in den Tsangpo (Brahmaputra) mündet. Sein Tal gilt als Wiege der tibetischen Zivilisation, weshalb zu diesem auch das Einzugsgebiet des Nebenflusses Zanbaxiong Qu (im Kreis Chonggye) gerechnet wird. 
Die alte tibetische Kaiserdynastie, die Mitte des ersten Jahrtausends hier ihren Ausgang nahm, wird entsprechend häufig als Yarlung-Dynastie bezeichnet.